# 上田健太
上田 健太（うえだ けんた、1995年7月5日 - ）は、日本の陸上競技選手。専門は長距離走。山梨県甲府市出身。甲府市立北中学校・山梨学院大学附属高校を経て、実の父である上田誠仁が監督を務める山梨学院大学陸上競技部に所属し、箱根駅伝では史上初めて監督と選手の関係で父子出場を果たした。卒業後日立物流陸上部(現ロジスティード)に選手として入社し、現在はマネージャー。

## 経歴・人物
- 現役時代に箱根駅伝で2度区間賞を獲得した経験を持つ山梨学院大学陸上競技部監督・上田誠仁の次男。また母方の祖父も4年連続で箱根駅伝に出場している[1]。
- 中学時代から本格的に陸上を始め、中学3年時には全日本中学陸上競技選手権1500m、ジュニアオリンピック3000mでそれぞれ優勝を果たす。
- 中学時代に全国大会などで知り合った市谷龍太郎ら山梨県外の実力者を勧誘し、ともに山梨学院大学附属高校に進学。全国高校駅伝での優勝を目標に掲げ、上田らの1年時には24位、2年時には8位と年々順位を上げていき、3年時には1区で区間2位の好走を見せた上田の活躍もあり、チーム史上初優勝を果たした[2]。
- 高校卒業後、市谷ら全国高校駅伝優勝メンバーとともに父・誠仁が陸上部監督を務める山梨学院大学に進学。1年目は故障に苦しみ、箱根駅伝では1区にエントリーされるも当日朝に誠仁からメンバー変更を告げられた。その際に誠仁の涙を目にしたことから奮起し、2年時には前年出場しなかった出雲駅伝・全日本大学駅伝にも初出走。箱根駅伝でも3区を走り、92回の歴史の中で初めて監督と選手という関係での「父子」出場という快挙を達成した[3]。

## 記録

### 主な戦績
| 年   | 大会                                   | 種目（区間）  | 順位     | 記録      | 備考                   |
| ---- | -------------------------------------- | ------------- | -------- | --------- | ---------------------- |
| 2010 | 第37回全日本中学校陸上競技選手権大会   | 1500m         | 優勝     | 4分02秒56 |                        |
| 2010 | 第41回ジュニアオリンピック陸上競技大会 | 3000m         | 優勝     | 8分30秒48 |                        |
| 2011 | 第62回全国高等学校駅伝競走大会         | 7区（5.0km）  | 区間10位 | 14分48秒  | 山梨学院附属高校24位   |
| 2012 | 第63回全国高等学校駅伝競走大会         | 1区（10.0km） | 区間19位 | 30分21秒  | 山梨学院附属高校8位    |
| 2013 | 第64回全国高等学校駅伝競走大会         | 1区（10.0km） | 区間2位  | 29分46秒  | 山梨学院附属高校初優勝 |
| 2016 | 千葉クロスカントリー大会               | 12km          | 2位      | 37分53秒  | 大学生12km             |
| 2016 | 世界大学クロスカントリー選手権大会     | 10.7km        | 12位     | 34分26秒  | 団体銀メダル           |

### 大学駅伝成績
| 学年               | 出雲駅伝                    | 全日本大学駅伝               | 箱根駅伝                          |
| ------------------ | --------------------------- | ---------------------------- | --------------------------------- |
| 1年生 （2014年度） | 第26回 山梨学院 出場なし    | 第46回 ― - ― 出走なし        | 第91回 ― - ― 出走なし             |
| 2年生 （2015年度） | 第27回 4区-区間2位 17分56秒 | 第47回 4区-区間7位 41分23秒  | 第92回 3区-区間7位 1時間4分13秒   |
| 3年生 （2016年度） | 第28回 1区-区間3位 23分26秒 | 第48回 1区-区間6位 44分02秒  | 第93回 5区-区間7位 1時間14分28秒  |
| 4年生 （2017年度） | 第29回 山梨学院 出場なし    | 第49回 1区-区間12位 44分56秒 | 第94回 5区-区間18位 1時間17分01秒 |